# Arina Myasnikova
Arina Myasnikova (30 maggio 2004) è una nuotatrice artistica kazaka.

## Palmarès
- Giochi asiatici

Hangzhou 2022: bronzo nella gara a squadre.

### Coppa del Mondo
- 4 podi:
  - 1 vittoria (1 nella gara a squadre)
  - 3 terzi posti (3 nella gara a squadre)

#### Coppa del mondo - vittorie
| Data          | Luogo   | Paese | Disciplina |
| ------------- | ------- | ----- | ---------- |
| 7 aprile 2024 | Pechino | Cina  | Team acro  |